# Saving Face (curta-metragem)
Saving Face é um documentário em curta-metragem paquistano-estadunidense de 2012, dirigido por Sharmeen Obaid-Chinoy e Daniel Junge sobre ataques com ácido contra mulheres no Paquistão. O filme ganhou um Emmy Award e o Óscar de Melhor Documentário de Curta-Metragem em 2012, tornando sua diretora, Sharmeen Obaid-Chinoy, a primeira vencedora do Óscar do Paquistão. O filme foi inspirado na vida da vítima de ácido Fakhra Younus, que morreu por suicídio em 2012.

## Premissa
Saving Face apresenta duas mulheres atacadas por ácido e sua luta por justiça e cura. Tudo começa com o cirurgião plástico paquistanês vindo de Londres, Dr. Mohammad Jawad, enquanto ele viaja para o Paquistão para realizar uma cirurgia reconstrutiva em sobreviventes da violência com ácido. Saving Face aborda o tema da subnotificação da violência contra as mulheres com ácido devido às desigualdades culturais e estruturais em relação às mulheres por parte dos homens paquistaneses. A Acid Survivors Foundation of Pakistan, que aparece no filme, documentou mais de 100 ataques com ácido por ano no Paquistão, mas estima muito mais devido à falta de relatórios.
Obaid-Chinoy afirmou que o filme é "uma história positiva sobre o Paquistão por dois motivos: primeiramente, retrata como um médico paquistanês-britânico consegue tratar todas elas e também discute, em grande profundidade, a decisão do parlamento de aprovar um projeto de lei contra a violência ácida". Ela disse que o filme ajudou no julgamento e condenação de um dos autores da violência com ácido.

## Elenco
- Dr. Mohammad Jawad

## Produção
Obaid-Chinoy escolheu o tema violência com ácido após ser contatada por Junge, que já havia filmado partes do documentário antes da discussão. Obaid-Chinoy comentou ao The Wall Street Journal que "O assunto imediatamente me atraiu: a violência ácida afeta as mulheres no sul de Panjabe e muda a vida de centenas de mulheres a cada ano." Os documentadores inicialmente tiveram alguma dificuldade em contatar e ganhar a confiança das sobreviventes do filme, bem como em se conectar com a comunidade local, mas afirmaram que "depois de termos passado um tempo considerável no terreno e de termos estabelecido relações, não encontramos mais desculpas para não começarmos."

## Controvérsia
Obaid-Chinoy enfrentou críticas por alegações de que ela prometeu assistência a Rukhsana, vítima de ácido, na forma de dinheiro, uma nova casa e cirurgia plástica em troca de participação no filme. Rukhsana entrou com uma ação contra Obaid-Chinoy que afirmava que a diretora a fez assinar documentos em branco e que o filme resultou no despejo de seu marido de sua casa e na interrupção da comunicação de sua família com ela. Obaid-Chinoy refutou as alegações, respondendo que ela não prometeu qualquer assistência a Rukhsana e que Rukhsana recusou ofertas para que Jawad a operasse. A Acid Survivors Foundation e Rukhsana entraram com uma ação civil para impedir que Saving Face fosse exibido no Paquistão, ao qual Obaid-Chinoy concordou em respeitar, apesar de ter os direitos de transmissão.

## Prêmios e indicações
| Ano  | Associação    | Prêmio                                              | Resultado |
| ---- | ------------- | --------------------------------------------------- | --------- |
| 2012 | Academy Award | Óscar de Melhor Documentário de Curta-Metragem      | Venceu    |
| 2012 | Emmy Award    | Melhor Documentário                                 | Venceu    |
| 2012 | Emmy Award    | Melhor Edição: Documentário e Formato Longo         | Venceu    |
| 2012 | Emmy Award    | Melhor Programa de Ciência e Tecnologia             | Indicado  |
| 2012 | Emmy Award    | Melhor Documentário Cinematográfico e Formato Longo | Indicado  |
| 2012 | Emmy Award    | Melhor Pesquisa                                     | Indicado  |